# 4. østlige længdekreds
Den 4. østlige længdekreds (eller 4 grader østlig længde) er en længdekreds, der ligger 4 grader øst for nulmeridianen. Den løber gennem Ishavet, Atlanterhavet, Europa, Afrika, det Sydlige Ishav og Antarktis.